# Agalinis bandeirensis
Agalinis bandeirensis är en snyltrotsväxtart som beskrevs av K. Barringer. Agalinis bandeirensis ingår i släktet Agalinis och familjen snyltrotsväxter. Inga underarter finns listade i Catalogue of Life.